# Stjørdal
Stjørdal és una ciutat i municipi de Noruega, el més poblat del comtat de Trøndelag amb 22.957 habitants (2015). La seva superfície de 938.05 km² dona al municipi una densitat de població de 23.7/km².
El centre administratiu del municipi i major nucli en diferència és Stjørdalshalsen. El municipi també inclou els nuclis d'Elvran, Flornes, Hegra, Hell, Kvithammer, Prestmoen, Skatval, Skjelstadmarka, Sona, i Værnes. Part del terreny de Stjørdal és ocupat pel Parc Nacional Skarvan i Roltdalen, cobert de nombroses muntanyes i llacs, que fan que el municipi sigui força turístic.

## Etimologia

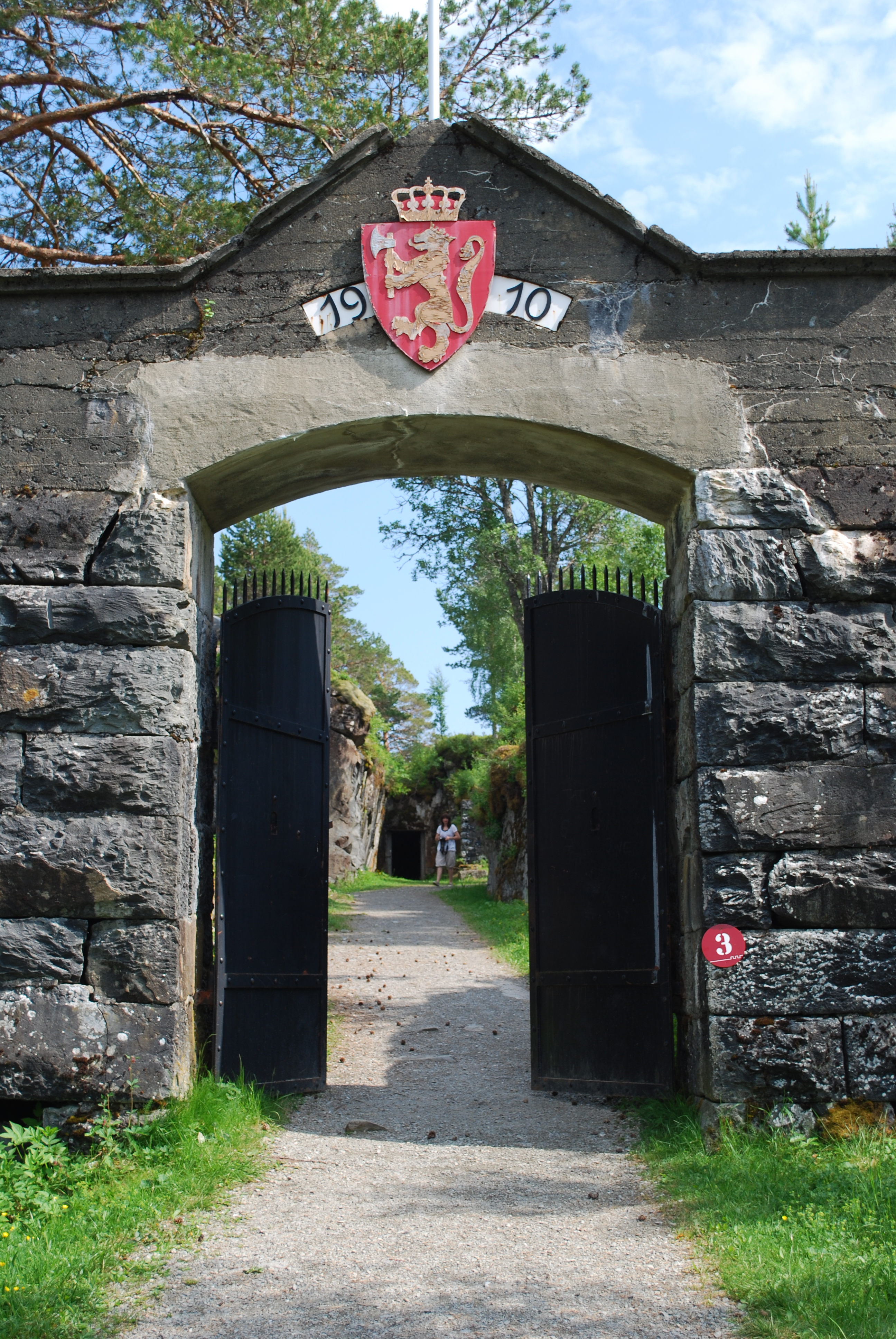
Entrada de la fortalesa de Hegra.

La forma en nòrdic antic del nom era Stjórardalr. El primer element és el cas genitiu del nom del riu Stjór (ara es diu Stjørdalselva) i l'últim element és dalr que significa "vall". El significat del nom de riu és desconegut.

## Història
En el municipi se situa el Castell de Steinvikholm, la residència de l'últim arquebisbe catòlic de Noruega, Olav Engelbrektsson. Es troba a la península de Skatval.
La fortalesa de Hegra es troba a l'interior del municipi. Va ser utilitzada com a defensa contra l'exèrcit suec. També va ser utilitzada durant la Segona Guerra Mundial a la batalla de la fortalesa de Hegra.

### Història municipal
Stjørdalen va ser establert com a municipi l'1 de gener de 1838. L'1 de gener de 1850, Stjørdalen es va dividir en Øvre Stjørdal i Nedre Stjørdal. Més tard, Øvre Stjørdal es va dividir en Hegra i Meråker.

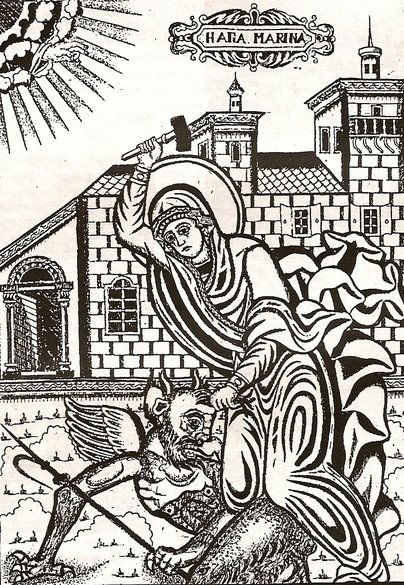
Il·lustració de Santa Margarida d'Antioquia.

L'1 de gener de 1874 Nedre Stjørdal es va dividir en Lanke, Skatval, i Stjørdal (molt més petit que l'actual) el dia 1 de gener de 1902. Tots aquests municipis (excepte Meråker) es van fusionar l'1 de gener de 1962 per formar un nou gran municipi de Stjørdal.

## Escut i bandera
El 29 de setembre de 1983, per acord del seu consell municipal, Stjørdal va adoptar un nou escut que mostra un drac Lindworm groc en un fons de color vermell. Se'ls hi va concedir el 25 de novembre del mateix any.
La majoria dels municipis noruecs tenen una bandera que mostra el mateix que en l'escut, i, en conseqüència, la bandera municipal de Stjørdal porta igualment un Lindworm groc sobre un fons vermell.
Encara que l'escut d'armes és modern, el drac es va inspirar en un segell medieval del districte, que data de 1344. El drac és un símbol de Santa Margarida d'Antioquia, i la seva representació es deriva del vell segell de Stjørdal, que va mostrar Santa Margarida de peu sobre el drac mort.

## Esglésies

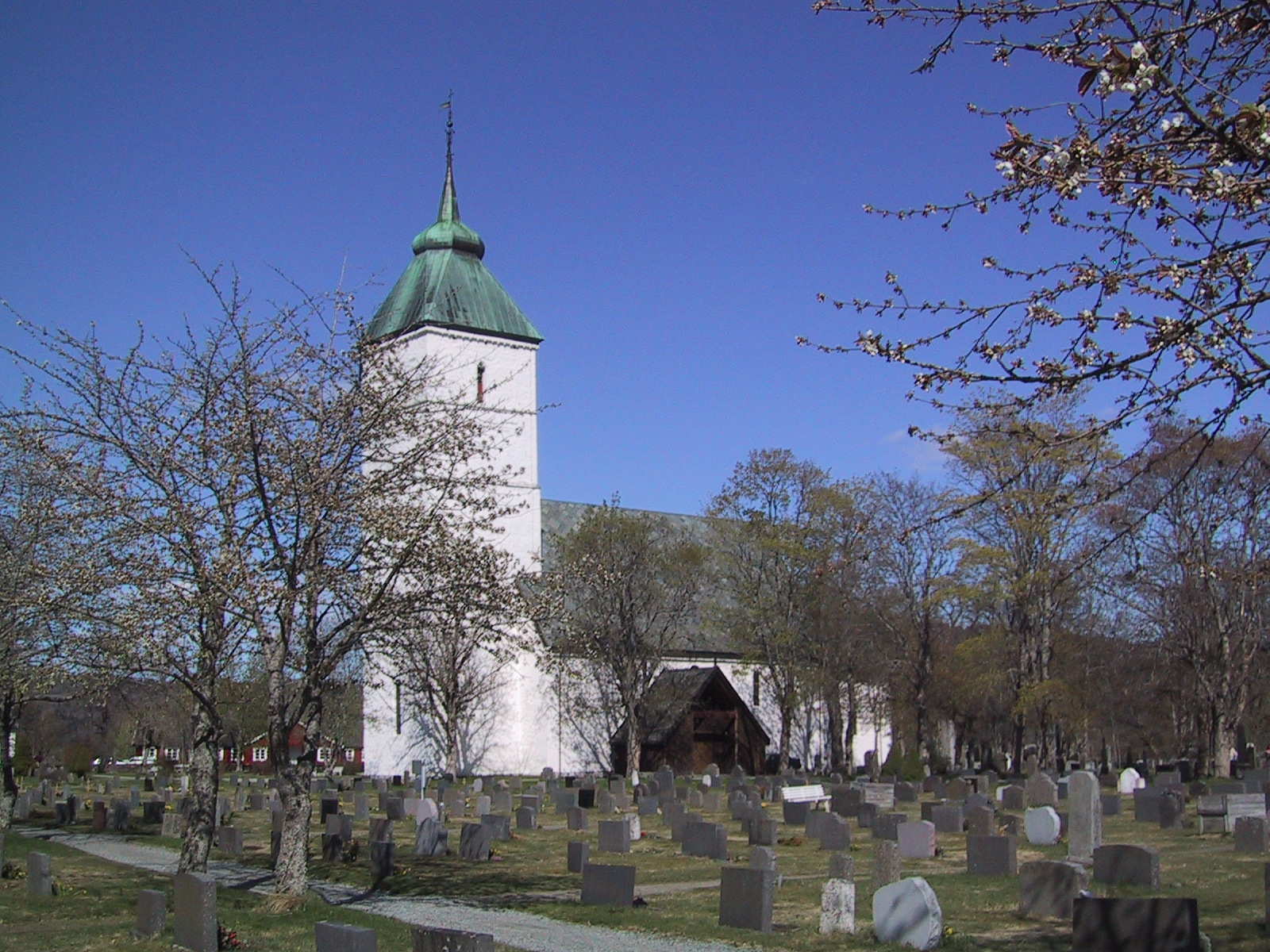
Església de Værnes.

L'Església de Noruega compta amb quatre parròquies (sokn) al municipi de Stjørdal. És part del deganat de Stjørdal i la Diòcesi de Nidaros.
| Parròquia (Sokn) | Nom de l'església   | Localització de l'església | Any de construcció |
| ---------------- | ------------------- | -------------------------- | ------------------ |
| Hegra            | Església de Hegra   | Hegra                      | 1783               |
| Hegra            | Flora               | Flornes                    | 1936               |
| Hegra            | Capella d'Okkelberg | Skjelstadmarka             | 1905               |
| Lånke            | Església de Lånke   | Lånke                      | 1899               |
| Lånke            | Capella d'Elvran    | Elvran                     | 1893               |
| Skatval          | Església de Skatval | Skatval                    | 1901               |
| Stjørdal         | Església de Værnes  | Prestmoen                  | 1100               |

## Geografia

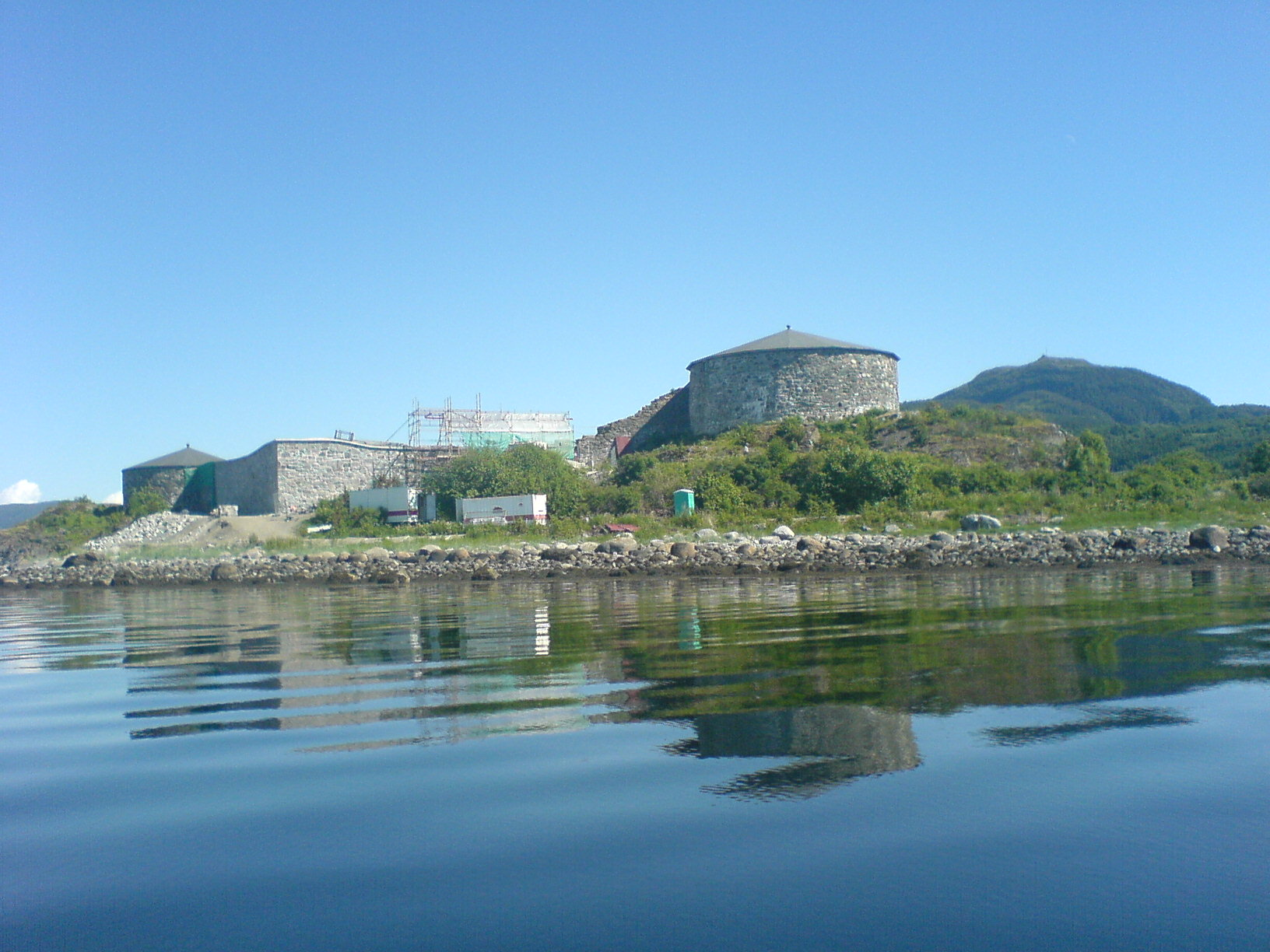
El castell de Steinvikholm, a Stjørdal, on va residir l'últim arquebisbe catòlic de Noruega.

Stjørdal se situa al sud del comtat de Nord-Trøndelag, limitant a l'est amb Meråker, al nord amb Levanger, a l'oest amb el mar de Noruega i al sud amb Selbu (al comtat de Sør-Trøndelag). El riu Stjørdalselva transcorre per la vall de Stjørdal, amb la península de Skatval a la banda nord. La muntanya Forbordsfjellet es troba a la part nord del municipi. El Parc Nacional Skarvan i Roltdalen es troba a la part oriental del municipi, de la mateixa manera que una petita part del llac de Feren.
El poble de Stjørdal va ser declarat centre administratiu del municipi el 1997. Stjørdal és el municipi de major creixement de Nord-Trøndelag per la seva proximitat a la ciutat de Trondheim, i també a la presència de Statoil (que controla una gran part de l'activitat petroliera al mar de Noruega) .
Trondheim és a 32 quilòmetres de Stjørdal ja sigui per carretera (ruta europea E06) o amb tren (Trønderbanen). Stjørdal es troba en el procés de "créixer junts" amb Trondheim, una mostra de la urbanització regional. La distància a Steinkjer és a 90 quilòmetres, i les ciutats de Levanger i Verdal són els dos a 48 i a 60 quilòmetres al nord. Aquests pobles es troben a la riba oriental del fiord de Trondheim. Stjørdal ara es considera una part de l'àrea metropolitana de Trondheim a causa del seu procés d'urbanització i la ubicació propera

### Avifauna
L'àrea de Stjørdal té una rica avifauna amb més de 260 espècies registrades i diversos bons llocs d'observació d'aus. Encara que Stjørdal no pot presumir d'una llarga línia costanera (de 25 quilòmetres de llarg) algunes de les millors zones d'observació d'aus han de ser trobats al llarg de Stjørdalfjorden. Halsøen està pràcticament a prop del centre de Stjørdal, i pot ser fàcilment vist des de diversos punts d'avantatge de la rita E06 a l'est o a l'oest de Langøra. Formada per l'antiga desembocadura del riu, aquesta zona de marea val la pena. A causa de les aigües poc profundes i extenses àrees de fang durant la marea baixa, Halsøen s'utilitza com a zona d'hivernada i un punt d'escala de migració de moltes espècies.

## Transports
Stjørdal és un centre de transport regional que es troba prop de l'aeroport regional, l'aeroport de Trondheim, Værnes, així com de les instal·lacions portuàries, la ruta europea E06, la ruta europea E14, i la línia ferroviària la Línia de Nordland passant pel municipi de Trondheim a Bodø amb parades a l'estació de Hell, l'estació de Trondheim, l'estació de Stjørdal, i l'estació de Skatval. A més, la línia de ferrocarril de la línia de Meråker va des de Hell al municipi d'Åre, a Suècia. Les estacions d'aquesta línia ferroviària inclouen l'estació de Hell, de Hegra, de Sona, i de Flornes.

## Ciutats agermanades
Stjørdal manté una relació d'agermanaments amb la següent localitat: 
- Karstula, Finlàndia[9]